# Eaucourt-sur-Somme
Eaucourt-sur-Somme är en kommun i departementet Somme i regionen Hauts-de-France i norra Frankrike. Kommunen ligger i kantonen Abbeville-Sud som tillhör arrondissementet Abbeville. År 2022 hade Eaucourt-sur-Somme 363 invånare.

## Befolkningsutveckling
Antalet invånare i kommunen Eaucourt-sur-Somme
| Referens: INSEE |